# La Mort d'un maître de thé
Pour plus de détails, voir Fiche technique et Distribution.
La Mort d'un maître de thé (千利休 本覺坊遺文, Sen no Rikyū: Honkakubō ibun) est un film japonais réalisé par Kei Kumai, sorti en 1989 et adapté du roman Le Maître de thé de Yasushi Inoue.

## Fiche technique
- Titre : La Mort d'un maître de thé
- Titre original : 千利休 本覺坊遺文 (Sen no Rikyū: Honkakubō ibun?)
- Titre anglais : Death of a Tea Master
- Réalisation : Kei Kumai
- Assistant réalisateur : Kazuo Hara
- Scénario : Yoshikata Yoda, d'après le roman Le Maître de thé de Yasushi Inoue
- Photographie : Masao Tochizawa
- Musique : Teizō Matsumura
- Décors : Takeo Kimura
- Montage : Osamu Inoue
- Son : Yukio Kubota
- Éclairages : Yasuo Iwaki
- Production : Kazunobu Yamaguchi
- Sociétés de production : Seiyu Production
- Pays de production :  Japon
- Langue originale : japonais
- Format : couleurs — 2,35:1 — 35 mm
- Genre : drame - film historique
- Durée : 107 minutes[1] (métrage : 2 955 m[1])
- Dates de sortie :
  - Japon : 7 octobre 1989[1]
  - États-Unis : juin 1990[2]
  - France : 25 septembre 1991[3]

## Distribution
- Eiji Okuda : Honkakubo
- Toshirō Mifune : Sen no Rikyū
- Kinnosuke Nakamura : Oda Urakusai
- Gō Katō : Furuta Oribe
- Shinsuke Ashida : Toyotomi Hideyoshi

## Distinctions
Sauf indication contraire, les informations mentionnées dans cette section peuvent être confirmées par la base de données cinématographiques IMDb,  présente dans la section « Liens externes ».

### Récompenses
- 1989 : Lion d'argent à la Mostra de Venise[4]
- 1989 : Nikkan Sports Film Award du meilleur acteur pour Eiji Okuda
- 1989 : Silver Hugo du meilleur film au Festival international du film de Chicago
- 1990 : prix Kinema Junpō du meilleur scénario pour Yoshikata Yoda
- 1990 : prix du meilleur éclairage pour Yasuo Iwaki à la Japan Academy Prize

### Sélections
- 1990 : le film a été sélectionné pour les prix du meilleur film, du meilleur acteur (Eiji Okuda), du meilleur acteur dans un second rôle (Kinnosuke Nakamura), du meilleur réalisateur (Kei Kumai), du meilleur scénario (Yoshikata Yoda), de la meilleure photographie (Masao Tochizawa), du meilleur montage (Osamu Inoue), des meilleurs décors (Takeo Kimura), de la meilleure musique (Teizō Matsumura) ainsi que du meilleur son (Yukio Kubota) à la Japan Academy Prize